# Trześń (gromada w powiecie tarnobrzeskim)
Trześń – dawna gromada, czyli najmniejsza jednostka podziału terytorialnego Polskiej Rzeczypospolitej Ludowej w latach 1954–1972.
Gromady, z gromadzkimi radami narodowymi (GRN) jako organami władzy najniższego stopnia na wsi, funkcjonowały od reformy reorganizującej administrację wiejską przeprowadzonej jesienią 1954 do momentu ich zniesienia z dniem 1 stycznia 1973, tym samym wypierając organizację gminną w latach 1954–1972.
Gromadę Trześń z siedzibą GRN w Trześni utworzono – jako jedną z 8759 gromad na obszarze Polski – w powiecie tarnobrzeskim w woj. rzeszowskim na mocy uchwały nr 34/54 WRN w Rzeszowie z dnia 5 października 1954. W skład jednostki weszły obszary dotychczasowych gromad Trześń i Sokolniki ze zniesionej gminy Trześń w tymże powiecie. Dla gromady ustalono 27 członków gromadzkiej rady narodowej.
31 grudnia 1961 do gromady Trześń włączono wieś Furmany ze zniesionej gromady Sobów w tymże powiecie; z gromady Trześń wyłączono natomiast część obszaru wsi Trześń (ograniczoną od wschodu rzeką Trześniówką a od południa granicą wsi Wielowieś), włączając ją do miasta  Sandomierza  w powiecie sandomierskim w woj. kieleckim.
Gromada przetrwała do końca 1972 roku, czyli do kolejnej reformy gminnej.